# Thanh An
Thanh An is een xã in huyện Dầu Tiếng, een district in de Vietnamese provincie Bình Dương.
Thanh An ligt in het westen van het district en grenst in het noorden aan thị trấn Dầu Tiếng, de hoofdplaats van Dầu Tiếng. In het westen grenst het aan Đôn Thuận, een district van de provincie Tây Ninh.